# Haras national de Mezőhegyes
Le haras de Mezőhegyes est un haras national créé dans la commune du même nom, sous l'Empire austro-hongrois, en 1784. 

## Histoire
Ce haras d'état de la famille royale de Hongrie et de la cour impériale est créé en 1784 dans le but de répondre à la demande en chevaux. Il s'étend sur une surface de 70 000 arpents, entourée d'un large et profond fossé qui l'isole parfaitement.
Trois races de chevaux y sont développées : le Gidrán, le Furioso-North Star, et le Nonius, qui est le plus lourd.